# 蒔田光治
蒔田 光治（まきた みつはる、1959年 - ）は、日本の映画プロデューサー・テレビプロデューサー・脚本家。千葉県出身。

## 人物
京都大学法学部在学中、「劇団そとばこまち」の座付作家「安田光堂」として数々の舞台脚本を手がける。卒業後、東宝に入社。さまざまな映画・テレビドラマの脚本・企画・プロデュースなどに参加。推理物を得意とすることから、一部で「日本のアガサ・クリスティー」と言われる。

## 作品

### テレビドラマ

#### 脚本
- 悪いこと（フジテレビ）
- 女マネージャー金子かおる 哀しみの事件簿1（フジテレビ）
- リング〜最終章〜（共）
- らせん
- TRICK1（共）
- TRICK2（共）
- 木曜ドラマ TRICK（共）
- 四谷くんと大塚くん/天才少年探偵登場の巻
- 富豪刑事（共）
- 富豪刑事デラックス（共）
- パズル（共）
- ブラッディ・マンデイ（共）
- MR.BRAIN（共）
- MONSTERS
- ホワイト・ラボ〜警視庁特別科学捜査班〜 （共）
- ハードナッツ! 〜数学girlの恋する事件簿〜（共）
- スリル!〜赤の章・黒の章〜（共）
- ピュア!〜一日アイドル署長の事件簿〜
- タリオ 復讐代行の2人

#### 企画協力
- ケイゾク

#### トリック監修
- 99.9-刑事専門弁護士-
- 99.9 -刑事専門弁護士- SEASON II
- 99.9-刑事専門弁護士- 完全新作SP新たな出会い篇 〜映画公開前夜祭〜

#### プロデュース
- 誇りの報酬（プロデューサー補）
- ザ・刑事（共）
- 世にも奇妙な物語
- 女検事の捜査ファイル（共）
- 金田一少年の事件簿(1)（共）
- 木曜の怪談
  - 午前0時の血（共）
  - 秘密の仲間
- 銀狼怪奇ファイル「二つの頭脳を持つ少年」（共）
- これで見納め?!金田一少年の事件簿永久保存版（共）
- サイコメトラーEIJI（共）
- お笑い金田一少年の事件簿
- TRICK1（共）
- TRICK2（共）
- TRICK3（共）
- 富豪刑事（共）
- 富豪刑事デラックス（共）
- パズル（共）
- ブラッディ・マンデイ（共）
- 警部補 矢部謙三
- ハードナッツ! 〜数学girlの恋する事件簿〜（共）
- スリル!〜赤の章・黒の章〜（共）

### 映画

#### 脚本
- トリック劇場版（2002年）
- トリック劇場版2（2006年）
- チーム・バチスタの栄光（2008年）
- 劇場版TRICK 霊能力者バトルロイヤル（2010年）
- トリック劇場版 ラストステージ（2014年）
- 屍人荘の殺人（2019年）

#### 企画協力
- ケイゾク/映画 Beautiful Dreamer（2000年）

#### プロデュース
- トリック劇場版（2002年）
- 金田一少年の事件簿 上海魚人伝説（1997年） - アソシエイトプロデューサー

#### 構成協力
- サイレン 〜FORBIDDEN SIREN〜（2006年）

#### トリック監修
- 99.9-刑事専門弁護士-THE MOVIE（2021年）